# ライヴ・アット・ザ・マーキー
『ライヴ・アット・ザ・マーキー』(Live At The Marquee) は、アメリカのプログレッシブ・メタル・バンド、ドリーム・シアターが1993年に発表したライブ・アルバム。
1993年4月23日にイギリス・ロンドンのマーキー・クラブで行われたライブを録音したもの。

## 収録曲
1. メトロポリス - Metropolis
2. フォーチュン・イン・ライズ - A Fortune In Lies
3. ボンベイ・ヴィンダルー - Bombay Vindaloo
4. アナザー・デイ - Another Day
5. アナザー・ハンド~キリング・ハンド - Another Hand - The Killing Hand
6. プル・ミー・アンダー - Pull Me Under

※EU盤は、4曲目に「アナザー・デイ」ではなく「サラウンデッド」("Surrounded") が収録されている。

## 参加ミュージシャン
- ジェイムズ・ラブリエ：ボーカル
- ジョン・ペトルーシ：ギター
- ジョン・マイアング：ベース
- ケヴィン・ムーア：キーボード
- マイク・ポートノイ：ドラムス